# Parc Nacional de Sanqingshan
Muntanya Sanqing (xinès: 三清山, pinyin: sanqing Shān) és una reconeguda muntanya sagrada taoista situat a 40 km al nord del comtat de Yushan, província de Jiangxi, Xina amb un paisatge excepcional.Està inscrit a la llista del Patrimoni de la Humanitat de la UNESCO des del 2008.
Sanqing significa els «Els tres purs» en xinès com la Muntanya Sanqing es compon de tres cims principals: Yujing, Yushui i Yuhua, que representen la Trinitat taoista.